# Prima Categoria Marche 1963-1964
Il campionato di calcio di Prima Categoria 1963-1964 è stato il V livello del campionato italiano. A carattere regionale, fu il quinto campionato dilettantistico con questo nome dopo la riforma voluta da Zauli del 1958.
Questi sono i gironi organizzati dal Comitato Regionale Marchigiano per la regione Marche.

## Girone A

### Squadre partecipanti
| Squadra                | Città (provincia)        | Stagione precedente |
| ---------------------- | ------------------------ | ------------------- |
| Ava Victoria           | Pesaro                   |                     |
| Pol. Cagliese          | Cagli (PS)               |                     |
| S.S. Enzo Andreanelli  | Ancona                   |                     |
| U.S. Falco             | Acqualagna (PS)          |                     |
| A.S. Falconarese       | Falconara Marittima (AN) |                     |
| U.S. Fermignanese      | Fermignano (PS)          |                     |
| S.S. Forsempronese     | Fossombrone (PS)         |                     |
| S.S. Matelica          | Matelica (MC)            |                     |
| C.S.I. Momet           | Fano (PS)                |                     |
| Orione                 | Fano (PS)                |                     |
| S.S. Piano San Lazzaro | Ancona                   |                     |
| Stella Maris           | Falconara Marittima (AN) |                     |
| A.S. Urbino            | Urbino                   |                     |
| U.S. Vigor Senigallia  | Senigallia (AN)          |                     |

### Classifica finale
|  | Pos. | Squadra           | Pt | G  | V  | N  | P  | GF | GS | DR |
|  | ---- | ----------------- | -- | -- | -- | -- | -- | -- | -- | -- |
|  | 1.   | Falconarese       | 44 | 26 | 20 | 4  | 2  | 69 | 14 |    |
|  | 2.   | Urbino            | 38 | 26 | 16 | 6  | 4  | 46 | 25 |    |
|  | 3.   | Falco Acqualagna  | 37 | 26 | 16 | 5  | 5  | 46 | 22 |    |
|  | 4.   | Ava Victoria      | 35 | 26 | 13 | 9  | 4  | 48 | 22 |    |
|  | 5.   | Matelica          | 31 | 26 | 13 | 5  | 8  | 54 | 34 |    |
|  | 6.   | Vigor Senigallia  | 27 | 26 | 10 | 7  | 9  | 38 | 37 |    |
|  | 7.   | Piano San Lazzaro | 26 | 26 | 9  | 8  | 9  | 31 | 25 |    |
|  | 8.   | Stella Maris      | 26 | 26 | 9  | 8  | 9  | 27 | 38 |    |
|  | 9.   | Enzo Andreanelli  | 22 | 26 | 7  | 8  | 11 | 27 | 40 |    |
|  | 10.  | Forsempronese     | 21 | 26 | 5  | 11 | 10 | 20 | 39 |    |
|  | 11.  | Fermignanese      | 19 | 26 | 6  | 7  | 13 | 27 | 48 |    |
|  | 12.  | CSI Momet Fano    | 17 | 26 | 4  | 9  | 13 | 14 | 38 |    |
|  | 13.  | Cagliese          | 13 | 26 | 4  | 5  | 17 | 28 | 68 |    |
|  | 14.  | Orione Fano       | 8  | 26 | 3  | 2  | 21 | 16 | 41 |    |

Legenda:
      Ammesso alle finali regionali.
      Retrocesso in Seconda Categoria.
Regolamento:
Due punti a vittoria, uno a pareggio, zero a sconfitta.

## Girone B

### Squadre partecipanti
| Squadra                | Città (provincia)        | Stagione precedente |
| ---------------------- | ------------------------ | ------------------- |
| G.S. Castelfidardo     | Castelfidardo (MC)       |                     |
| S.S. Corridonia        | Corridonia (MC)          |                     |
| A.S. Cuprense          | Cupra Marittima (AP)     |                     |
| Giorgiana Macerata     | Macerata                 |                     |
| U.S. Junior            | Ancona                   |                     |
| U.S. Loreto Calcio     | Loreto (AN)              |                     |
| Pol. Montefiore        | Montefiore dell'Aso (AP) |                     |
| S.S. Montegiorgio      | Montegiorgio (AP)        |                     |
| U.S. Petritolese       | Petritoli (AP)           |                     |
| S.S. Portorecanati     | Porto Recanati (MC)      |                     |
| S.S. Potenza Picena    | Potenza Picena (MC)      |                     |
| S.S. Pro Calcio Ascoli | Ascoli Piceno            |                     |
| U.S. Recanatese        | Recanati (MC)            |                     |
| S.S. Settempeda        | San Severino Marche (MC) |                     |

### Classifica finale
|  | Pos. | Squadra          | Pt | G  | V | N | P  | GF | GS | DR |
|  | ---- | ---------------- | -- | -- | - | - | -- | -- | -- | -- |
|  | 1.   | ???              | ?? | 26 |   |   |    |    |    |    |
|  | 2.   | ???              | ?? | 26 |   |   |    |    |    |    |
|  | 3.   | ???              | ?? | 26 |   |   |    |    |    |    |
|  | 4.   | ???              | ?? | 26 |   |   |    |    |    |    |
|  | 5.   | ???              | ?? | 26 |   |   |    |    |    |    |
|  | 6.   | ???              | ?? | 26 |   |   |    |    |    |    |
|  | 7.   | ???              | ?? | 26 |   |   |    |    |    |    |
|  | 8.   | ???              | ?? | 26 |   |   |    |    |    |    |
|  | 9.   | ???              | ?? | 26 |   |   |    |    |    |    |
|  | 10.  | ???              | ?? | 26 |   |   |    |    |    |    |
|  | 11.  | ???              | ?? | 26 |   |   |    |    |    |    |
|  | 12.  | ???              | ?? | 26 |   |   |    |    |    |    |
|  | 13.  | ???              | ?? | 26 |   |   |    |    |    |    |
|  | 14.  | U.S. Petritolese | ?? | 26 | 4 | 5 | 17 | 17 | 45 | 28 |

Legenda:
      Ammesso alle finali regionali.
      Retrocesso in Seconda Categoria.
Regolamento:
Due punti a vittoria, uno a pareggio, zero a sconfitta.